# Ssibaj-i
Ssibaj-i (씨받이) è un film del 1987 diretto da Im Kwon-taek.

## Riconoscimenti
- 44ª Mostra internazionale d'arte cinematografica di Venezia
  - Miglior interpretazione femminile (Soo-yeon Kang)